# 席爾與克羅夫
席爾與克羅夫（英語：Seals & Crofts）是美國人軟搖滾二重奏組合，由詹姆斯·尤金·「吉姆」·席爾（英語：James Eugene "Jim" Seals，1942年10月17日—2022年6月6日）和達勒爾·喬治·「達什」·克羅夫（英語：Darrell George "Dash" Crofts，1940年8月14日—）組成。 他們以 Hot 100 第六名熱門歌曲《夏天的微風》（1972年）、《鑽石女孩》（1973年）和 《近距離》（1976年）。 兩位成員長期以來一直是Baháʼí Faith的公開倡導者。儘管二人組合在1980年解散，但他們在1991至1992年短暫地重聚，然後在2004年推出最後一張專輯《痕跡》。

## 早期事業
吉姆·席爾和達什·克羅夫生於德薩斯州，席爾出生在悉尼，克羅夫出生在思科。他們第一次見面時是克羅夫是當地樂隊的鼓手。後來，席爾加入了一個名為Dean Beard和Crew Cats的公司，在那裡彈奏結他。後來，克羅夫加入了海豹樂隊。與Beard一起，他們搬到洛杉磯居住並加入了冠軍樂隊，但兩人只有在樂隊的《龍舌蘭》1958年達到第1名後才加入。席爾在1959年的艾迪·科克蘭巡演樂隊中度過了時光。           
席爾有布蘭達·李於1961年錄製的作品《遠都不會太晚》，其特徵是她的美國《告示牌百大單曲榜》第6號單曲《B面》、《您可以依靠我》。儘管如此，《它永遠不會太遲》在《告示牌》上達到101號，在“錢箱”上達到100號（截至1961年4月8日的一周）。本身在英國發行單曲時，雙方的音樂理念都改變了，但單曲未能登上UK Singles榜（當時僅排名前50位）。
1963年，吉姆·席爾、達什·克羅夫、葛倫·坎伯和傑里·科爾離開了冠軍樂隊後，他們在加利福尼亞州凡奈斯組成了一支名為Glen Campbell和GC的樂隊。樂隊只維持了數年之後，他們各奔前程。克羅夫回到了德薩斯州，席爾加入了一個名為破曉者的樂隊（指的是「破曉者」，這是一部關於巴哈伊信仰起源的書）。克羅夫終於回到了加利福尼亞州，在破曉隊再次與吉姆聯手，因此，席爾和克羅夫都被介紹給Baháʼí Faith。在成為巴哈伊教徒的長期擁護者之後，他們的許多歌曲開始包含對巴哈教經文的引用和段落。當他們出現在音樂會上時，他們經常在演出後呆在舞台上談論信仰，而當地的巴哈教派則將文學散發給任何有興趣的人。

## 作為席爾與克羅夫
在《破曉者》（The Dawnbreakers）失敗之後，兩人決定以二人組合的身份演奏，席爾演奏結他、色士風和小提琴，克羅夫彈奏吉他和曼陀林。他們在1969年與Talent Associates（TA）的唱片部門簽訂了合同，並發布了兩個街聲排行榜記錄，其中只有第二個達到了告示牌二百大專輯榜排行榜，在1970年10月達到最高峰第122位。克羅夫特於1969年與黎明破曉者比莉·李·戴（Billie Lee Day）結婚，席爾與吉恩·安德森（Ruby Jean Anderson）於1970年結婚。兩人於1971年8月與華納兄弟唱片簽訂了新合約。他們的第一張帶有新標籤的專輯沒有進入排行榜，但他們的第二張專輯《夏天的微風》在1972年排在第7位。百萬冊，並在1972年12月被RIAA授予了金碟。  
1973年，華納兄弟公司發行了專輯《鑽石女孩》。這張專輯也是金牌賣家，是他們成功的頂峰。標題歌曲在1973年7月在排行榜上排名第六，其後是《我們可能永遠不會通過這種方式（再次）》，排名第二。
1974年，引起爭議的《胎兒》提出。在《Roe v. Wade》之後不久，席爾與克羅夫在標題歌曲中表達了反對墮胎的立場，這引起了巨大反響。廣播電台的困境。一些電視台禁止播放，而其他電視台則反複播放。儘管存在爭議並且缺少前40名，專輯仍然保持金牌地位。
1974年4月6日，二人在California Jam音樂節上在加利福尼亞州演出。音樂會吸引了20萬名歌迷，使他們與1970年代的表演Black Sabbath並肩作戰。 老鷹合唱團、愛默生、雷克與帕瑪、深紫色樂團、球風火合唱團、黑橡樹阿肯色州和 Rare Earth的部分。